# 格里若-迪帕拉达
格里若-迪帕拉达是葡萄牙布拉干萨区的一个堂区。总面积31.02平方公里，总人口380人，人口密度12.3人/平方公里。